# Richard Blundell
Pour les articles homonymes, voir Blundell.
Richard Blundell est un économiste et un économètre britannique né le 1er mai 1952 à Shoreham-by-Sea. Il est professeur à University College London et directeur de recherche à l'Institute for Fiscal Studies. Il est notamment connu pour ses travaux communs avec Stephen Bond sur la méthode des moments généralisés. 
Il a reçu en 1995 le prix Yrjö Jahnsson du meilleur économiste européen de moins de 45 ans.
Il a été président de la European Economic Association en 2004 et de la société d'économétrie en 2006.

## Publications
- (en) Richard Blundell et Stephen Bond, « Initial conditions and moment restrictions in dynamic panel data models », Journal of Econometrics, vol. 87, no 1,‎ 1998, p. 115-143 (DOI 10.1016/S0304-4076(98)00009-8)

## Prix et distinctions
- 1995 : prix Yrjö Jahnsson[1]